# Maria Trost (Unterthingau)
Koordinaten: 47° 46′ 42,9″ N, 10° 29′ 13,8″ O
Die Patronin der Kapelle Maria Trost bei Unterthingau ist Maria als Trösterin der Betrübten. Die Kapelle stand ehemals auf freier Flur etwa zwischen Kraftisried und Unterthingau und bildete damit eine Station für Hochzeits-, Trauer- und Feldumzüge zwischen den beiden Orten. Heute liegt sie direkt an der viel befahrenen Bundesstraße 12, ist aber nicht über diese, sondern nur über einen Feldweg zu erreichen.

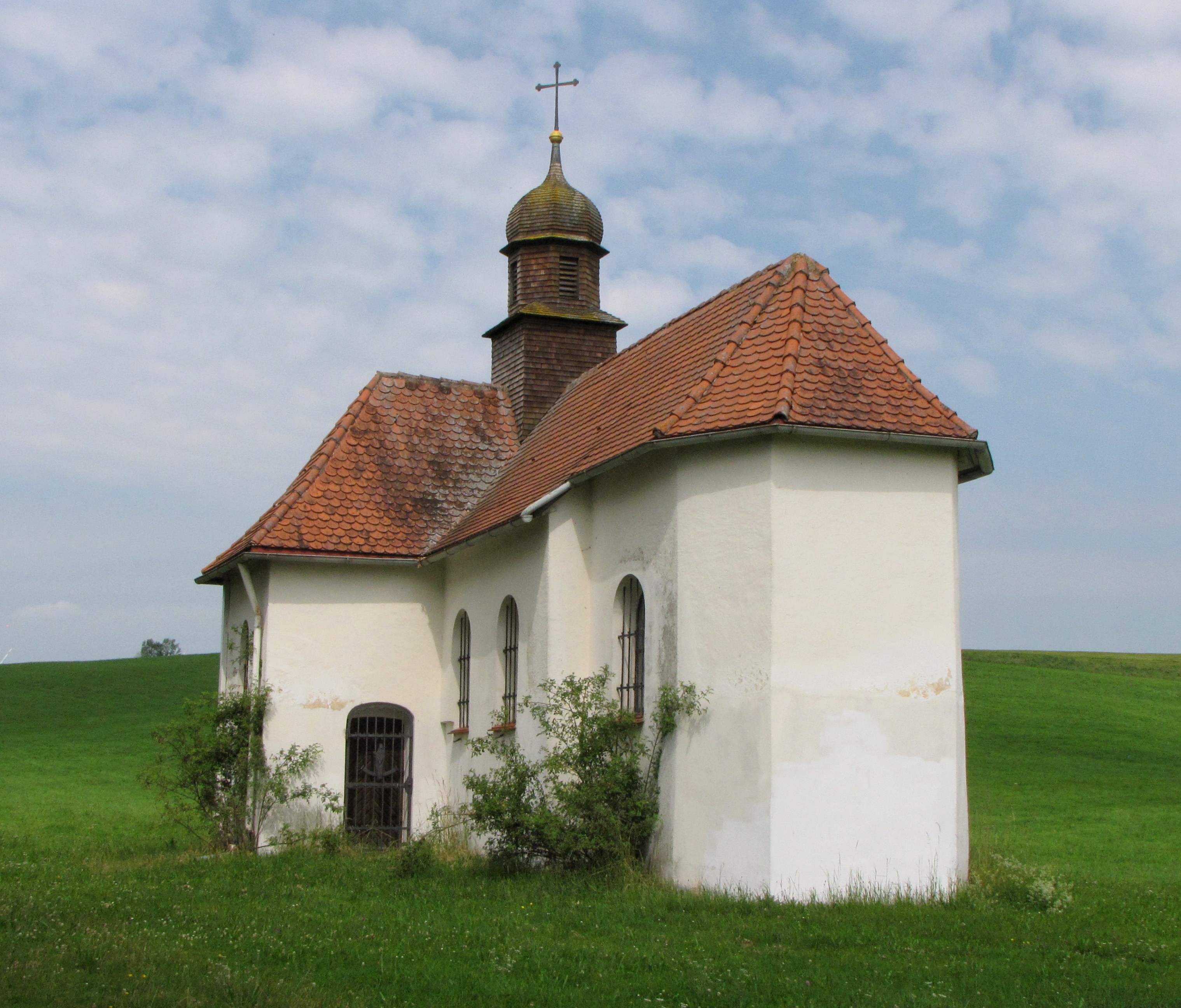
Kapelle Maria Trost

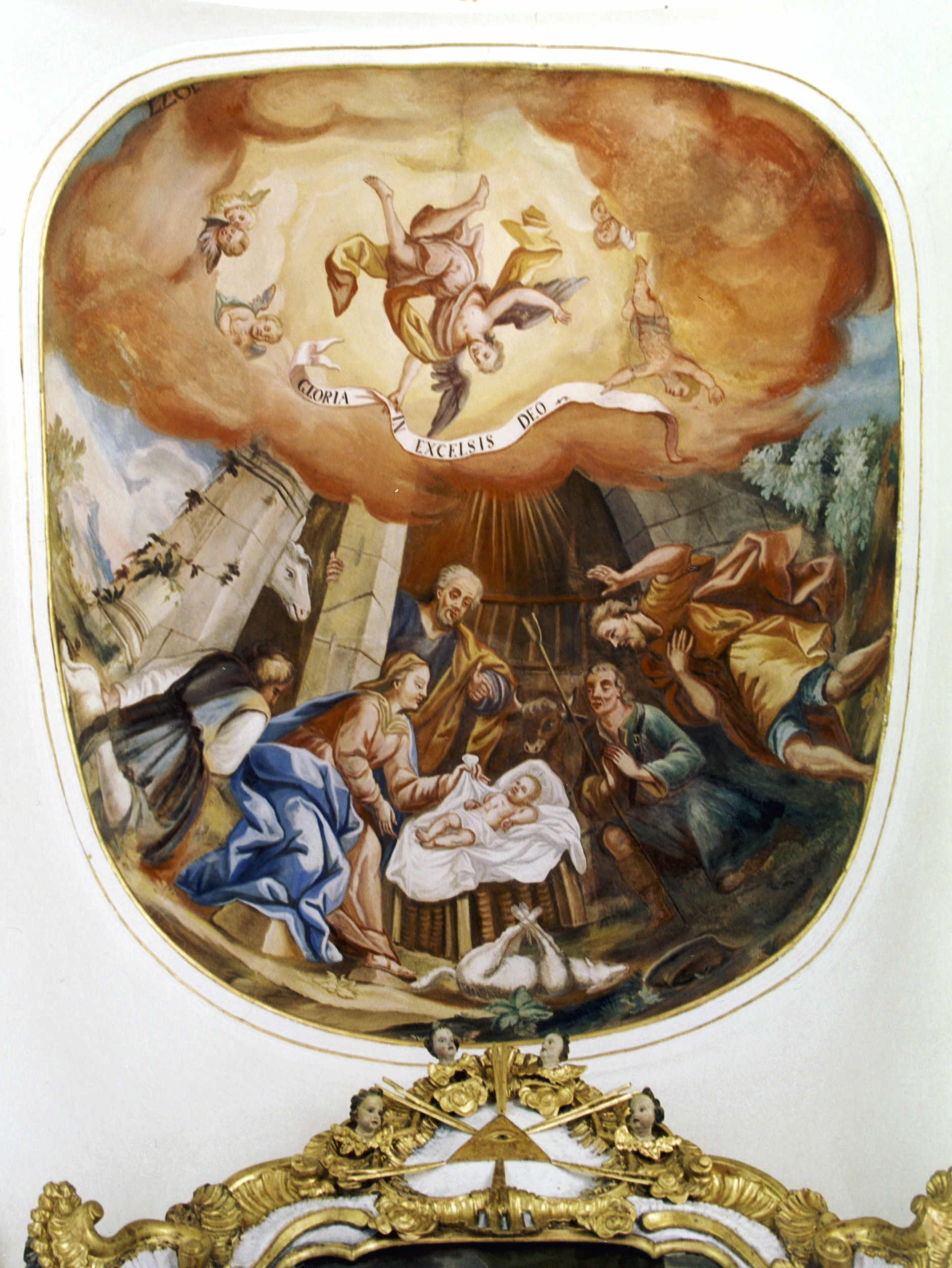
Geburt Christi (Chorfresko)

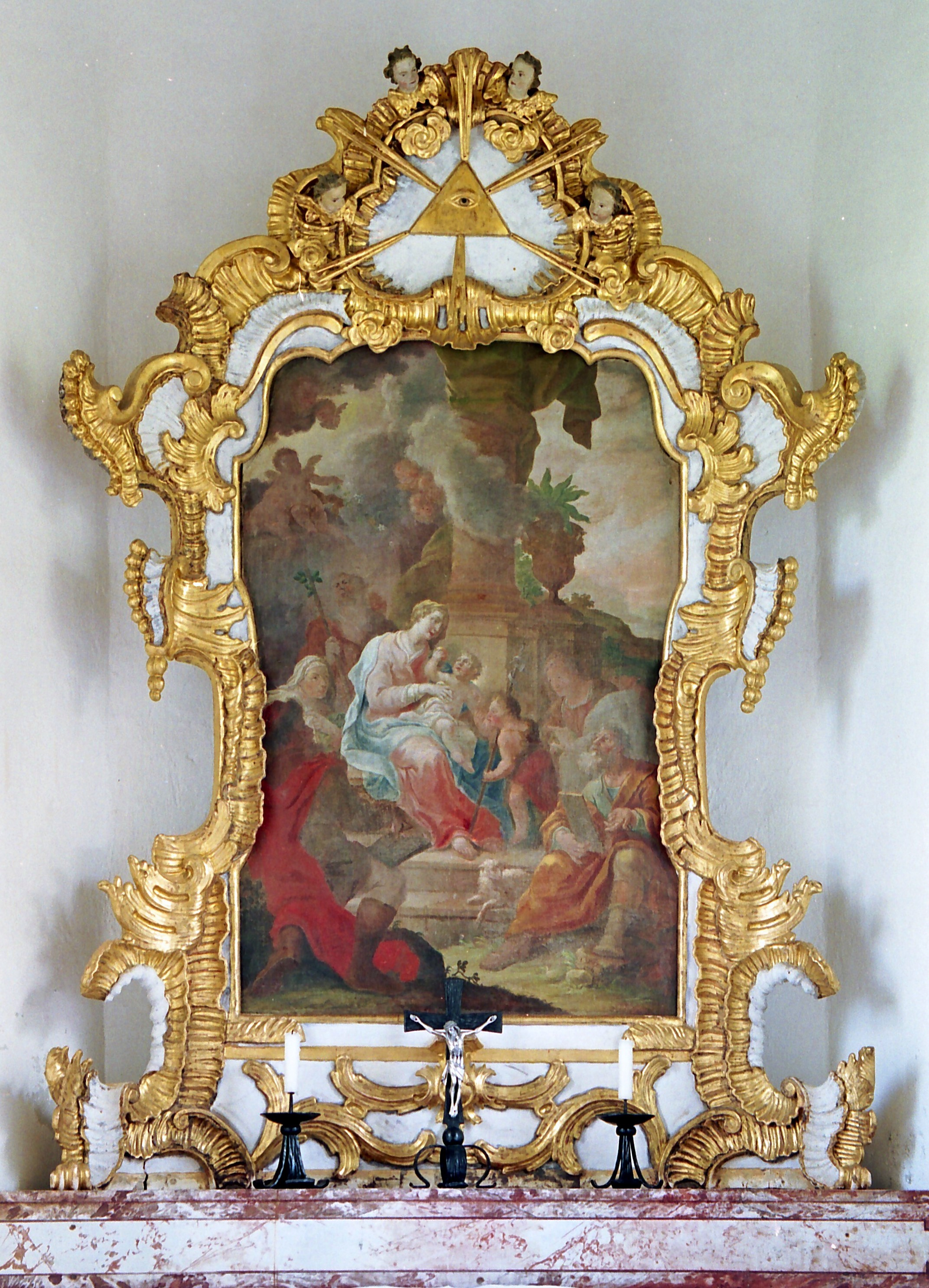
Altaraufbau

## Geschichte
Die Kapelle aus dem Jahr 1641 entstand als Loretokapelle. 1692 wurde sie um den Chor und einen westlichen Anbau erweitert. Im Zuge einer Umgestaltung wurden 1760 Putzdecken in Langhaus und Chor eingezogen sowie ein neuer Altar aufgestellt. Über dem Chorbogen befindet sich aus dieser Zeit das Wappen des Kemptener Fürstabtes Honorius Roth von Schreckenstein. Die letzten Renovierungen erfolgten einer Inschrift über dem Chor zufolge 1911 und 1977.

## Bau
Die Kapelle hat durch den westlichen Bauteil mit Vorzeichen eine ungewöhnliche Form, auffallend sind die weiß verschindelte Nordseite sowie der holzverschindelte Dachreiter mit Glocke und Zwiebeltürmchen.

## Ausstattung
Die Fresken in der Kapelle dürften um 1760 entstanden sein. Im Chor ist die Geburt Christi zu sehen, im Schiff ist Maria als Fürbitterin mit den Vierzehn Nothelfern dargestellt. Das Altargemälde aus dem Jahre 1741 stammt vom Kemptener Malers Johann Martin Zick und zeigt die so genannte Heiligen Sippe. Es ist in einen verspielten weiß-goldenen Rokokorahmen aus der Zeit um 1760 eingepasst. Seitlich des Chorbogens hängen zwei Gemälde statt der abgegangenen Seitenaltäre. Auf dem linken Bild ist das Blutwunder von Walldürn (um 1760) dargestellt, rechts ist als Maria-Trost-Bild eine Pietà von Andreas Mayr aus dem späten 19. Jahrhundert zu sehen.